# Jantarna soba
Jantarna soba (rusko: Янтарная комната, tr. Jantarnaja Komnata, nemško Bernsteinzimmer, poljsko  Bursztynowa komnata) je bila soba, okrašena z jantarnimi ploščami, obloženimi z zlatimi listi in ogledali v Katarinini palači v Carskem selu blizu Sankt Peterburga. Zgrajena je bila v 18. stoletju v Prusiji, kasneje pa je bila soba razstavljena in je med drugo svetovno vojno izginila. Pred izgubo je veljala za osmo čudo sveta. Med letoma 1979 in 2003 je bila v Katarinini palači  postavljena rekonstrukcija.
Jantarna soba je bila leta 1701 predvidena za Charlottenburško palačo v Berlinu, Prusija, a so jo na koncu namestili v Berlinski mestni palači. Zasnovala sta jo nemški baročni kipar Andreas Schlüter in danski jantarni obrtnik Gottfried Wolfram. Schlüter in Wolfram sta sobo izdelovala do leta 1707, ko sta delo nadaljevala jantarna mojstra Gottfried Turau in Ernst Schacht iz Danziga (Gdansk). V Berlinu je ostala do leta 1716, ko jo je pruski kralj Friderik Vilijem I. dal svojemu takratnemu zavezniku ruskemu carju Petru Velikem. V Rusiji so sobo namestili v Katarinino palačo. Po razširitvi in več prenovah je zajemala več kot 55 kvadratnih metrov in vsebovala več kot 6 ton jantarja.
Jantarno sobo so med drugo svetovno vojno oropali nacisti in jo odpeljal v Königsberg (sodobni Kaliningrad) na obnovo in ogled. Njena morebitna usoda in trenutni kraj, če je preživela, ostajata skrivnost. Leta 1979 je bila sprejeta odločitev za oblikovanje rekonstruirane Jantarne sobe v Katarinini palači. Po desetletjih dela ruskih obrtnikov in donacij iz Nemčije je bila ta leta 2003 dokončno odprta.

## Arhitektura
Jantarna soba je neprecenljivo umetniško delo z izjemnimi arhitekturnimi značilnostmi, kot so pozlata, rezbarije, 450 kg jantarnih plošč, zlati listi, dragulji in ogledala, vse poudarjeno s svetlobo sveč. Dodatne arhitekturne in oblikovne značilnosti so kipi angelov in otrok. Zaradi edinstvenih lastnosti in lepote so prvotno Jantarno sobo včasih poimenovali Osmo čudo sveta. Sodobne ocene vrednosti sobe segajo od 142 milijonov (2007) do več kot 500 milijonov USD (2016).

## Zgodovina

### Oblikovanje
Jantarno sobo so začeli izdelovati leta 1701 z namenom, da bi jo na poziv druge žene Sophie Charlotte postavili v Charlottenburški palači, rezidenci Friderika, prvega kralja Prusije. Koncept in zasnovo prostora je pripravil Andreas Schlüter. Izdelal jo je Gottfried Wolfram, mojster na dvoru danskega kralja Friderika IV., s pomočjo jantarnih mojstrov Ernsta Schachta in Gottfrieda Turaua iz Danziga. 
Čeprav je bila prvotno predvidena za namestitev v Charlottenburški palači, so bile celotne plošče na koncu nameščene v Berlinski mestni palači. Jantarna soba ni dolgo ostala v Berlinski mestni palači. Peter Veliki iz Rusije jo je med obiskom občudoval in leta 1716 je sin kralja Friderika I., Friderick Viljem I. sobo Petru daroval, ko je sklenil rusko-prusko zavezništvo proti Švedski. 
Izvirno berlinsko zasnovo Jantarne sobe so v Rusiji preoblikovali s skupnimi prizadevanji nemških in ruskih obrtnikov. Petrova hči, carica Elizabeta se je odločila, da bo zaklad nameščen v Katarinini palači, kjer je poletja po navadi preživljala ruska carska družina. Po več drugih prenovah v 18. stoletju je prostor zajemal več kot 55 kvadratnih metrov in vseboval več kot 6 ton jantarja. Prostor so delali več kot deset let.

### Evakuacija v drugi svetovni vojni
Kmalu po začetku nemške invazije na Sovjetsko zvezo v drugi svetovni vojni so kustosi, odgovorni za odstranjevanje umetniških zakladov v Leningradu, poskušali razstaviti in odstraniti jantarno sobo. Vendar pa se je z leti jantar posušil in postal krhek, zaradi česar ga ni bilo mogoče premikati brez drobljenja. Jantarno sobo so skrili za tapete, v poskusu, da je nemške sile ne bi zasegle, vendar poskus skrivanja tako znanega umetniškega dela ni uspel.
Nemški vojaki armadne skupine Sever so v 36 urah pod nadzorom dveh strokovnjakov razstavili jantarno sobo. 14. oktobra 1941 je neprecenljiva soba prišla v Königsberg v vzhodni Prusiji, da bi jo shranili in razstavili v mestnem gradu. Časopis Königsberg je 13. novembra 1941 na Königsberškem gradu napovedal razstavo Jantarne sobe.

### Zadnji dnevi v Königsbergu
Hitler je 21. in 24. januarja 1945 ukazal premestitev oropanih stvari iz Königsberga. To je omogočilo Albertu Speeru, Reichministru oborožitve in njegovi administrativni skupini prevoz prednostnih kulturnih dobrin. Vendar pa je Erich Koch, ki je bil v zadnjih mesecih vojne v Königsbergu zadolžen za civilno upravo, preselil jantar iz mesta in pobegnil, poveljstvo pa prepustil generalu Ottu Laschu.
Avgusta 1944 so kraljeve zračne sile močno bombardiralo Königsberg. Mesto je utrpelo veliko škodo zaradi topništva napredujoče Rdeče armade pred končno okupacijo 9. aprila 1945.

## Izginotje in misterij
Po vojni Jantarne sobe ni bilo več videti v javnosti, čeprav se občasno pojavljajo poročila, ki navajajo, da so kosi Jantarne sobe preživeli vojno. Več očividcev je trdilo, da so opazili, da se je znana soba nalagala na krov ladje  Wilhelm Gustloff, ki je zapustila Gdynijo 30. januarja 1945, nato pa jo je sovjetska podmornica takoj torpedirala in potopila.
Leta 1997 so v Nemčiji našli italijanski kamniti mozaik, ki je bil del nabora štirih kamnov, ki so krasili Jantarno sobo, v lasti družine vojaka, ki je trdil, da je sobo pomagal spakirati. Mozaik je prišel v roke ruskih oblasti in bil uporabljen pri obnovi.
Leta 1998 sta dve ločeni ekipi, ena nemška in ena litovska, sporočili, da so našli jantarno sobo. Nemška ekipa je pokazala na rudnik srebra, medtem ko je litovska ekipa verjela, da je zaklad jantarja pokopan v laguni; nobena od teh dveh lokacij ni vsebovala Jantarne sobe. 
Leta 2004 je dolgotrajna preiskava britanskih preiskovalnih novinarjev Catherine Scott-Clark in Adriana Levyja ugotovila, da je bila Jantarna soba najverjetneje uničena, ko je bil Königsberški grad poškodovan,  najprej med bombardiranjem mesta s strani kraljevih letalskih sil leta 1944 in nato s sovjetskim sežigom gradu, čemur je sledilo sovjetsko granatiranje preostalih zidov. S to teorijo so se strinjale uradne ocene iz dokumentov ruskega nacionalnega arhiva, ki jih je napisal Aleksander Brusov, vodja sovjetske ekipe, zadolžene za lociranje Jantarne sobe po vojni. V uradnem poročilu je bilo zapisano: »Če povzamemo vsa dejstva, lahko rečemo, da je bila jantarna soba uničena med 9. in 11. aprilom 1945."
Ti datumi ustrezajo koncu bitke pri Königsbergu, ki se je končala 9. aprila s predajo nemškega garnizona. Nekaj let pozneje je Brusov javno izrazil nasprotno mnenje; to naj bi bilo storjeno zaradi pritiskov sovjetskih oblasti, ki niso želele, da bi bile odgovorne za izgubo jantarne sobe.
Med drugimi informacijami, pridobljenimi iz arhiva, je bilo razkritje, da so preostale italijanske kamnite mozaike našli v požganih razbitinah gradu. Scott-Clarkova in Levy sta v svojem poročilu zaključila, da je bil razlog, da so Sovjeti opravili obsežno iskanje Jantarne sobe, čeprav so njihovi lastniki ugotovili, da je bila uničena, zato, ker so želeli vedeti ali je za uničenje odgovoren kdo od njihovih vojakov. Scott-Clarkova in Levy sta tudi ocenila, da so drugi v sovjetski vladi v kraji Jantarne sobe našli koristno propagandno orodje hladne vojne. Od takrat ruski vladni uradniki te sklepe zanikajo. Adelaida Yolkina, višja raziskovalka v Pavlovski palači, je po navedbah izjavila: »Nemogoče je videti, da je bila Rdeča armada tako neprevidna, da bi dovolila uničenje Jantarne sobe«.
Leonid Arinštein, poveljnik Rdeče armade, zadolžen za strelski vod med bitko pri Königsbergu, je dejal: »Verjetno sem bil eden zadnjih ljudi, ki so videli Jantarno sobo«. Hkrati je pojasnil, da je celo mesto gorelo zaradi topniških bomb, obenem pa je zanikal navedbe, da je Rdeča armada mesto namenoma požgala z besedami: »Kateri vojaki bodo požgali mesto, kjer bodo morali ostati?«
Različica te teorije pri nekaterih današnjih prebivalcih Kaliningrada (prej Königsberg) je, da je Rdeča armada nekatere dele sobe našla v kleteh gradu Königsberg po drugi svetovni vojni. Jantarna soba je bila menda še vedno v dobrem stanju; to takrat ni bilo priznano, da bi lahko krivda padla na naciste. Da bi ohranili to zgodbo, je bil dostop do razvalin gradu, ki je bil dovoljen po drugi svetovni vojni, nenadoma omejen na vse, vključno z zgodovinskimi in arheološkimi pregledi, vendar naj bi bila soba v shrambi blizu Königsburškega gradu.
Nato je leta 1968, kljub akademskim protestom po vsem svetu, sovjetski premier Leonid Brežnjev ukazal uničiti grad Königsberg in s tem onemogočil kakršno koli raziskovanje zadnjega znanega skrivališča Jantarne sobe. V zadnjih letih se iskanje jantarne sobe nadaljuje na različnih lokacijah, tudi v bližini Wuppertala v Nemčiji.
Druga hipoteza vključuje bunker v Mamerkiju na severovzhodu Poljske ali pa je Stalin ukazal, da je Jantarno sobo pred njenim ropanjem nadomestil z repliko, in skril original. Glavna težava pri iskanju Jantarne sobe je, da je nacistični režim skrival veliko predmetov na številnih težko dostopnih mestih, običajno brez dokumentacije, tako da je pustil široko območje iskanja. Že leta 1939 so Nemci predmete preselili na namembne kraje daleč od Evrope, tako kot v primeru SS Minden, ki je prevažala 4 tone zlata, ki jih še niso našli. Iskanje jantarne sobe so tudi ustavile oblasti. V primeru gradu Frýdlant je bilo ustavljeno zaradi zgodovinske vrednosti gradu.

## Rekonstrucija
Leta 1979 se je sovjetska vlada odločila, da bo v Carskem selu zgradila repliko Jantarne sobe, postopek, ki naj bi trajal 24 let in bi potreboval 40 ruskih in nemških strokovnjakov za jantarsko obrt. Z originalnimi risbami in starimi črno-belimi fotografijami so poskušali kopirati originalno Jantarno sobo. To je vključevalo 350 odtenkov jantarja v originalnih ploščah in opremo, ki je krasila sobo. Drugi večji problem je bilo pomanjkanje usposobljenih delavcev, saj je rezbarjenje jantarja veljalo za skoraj izgubljeno obliko umetnosti.
Finančne težave, ki so se od začetka spopadale s projektom obnove, so rešili z donacijo 3,5 milijona dolarjev nemškega podjetja E.ON.  Do leta 2003 je bilo delo ruskih obrtnikov večinoma zaključeno. Novo sobo sta ob 300-letnici mesta Sankt Peterburg posvetila ruski predsednik Vladimir Putin in nemški kancler Gerhard Schröder. 
V Kleinmachnowu blizu Berlina je miniaturna Jantarna soba, izdelana po originalu. Berlinski miniaturni zbiralec Ulla Klingbeil je imel ta izvod iz originalnega vzhodnopruskega jantarja.

## V popularni kulturi

### Igre
- V videoigri Raid: II. Svetovna vojna (2017) je igralec zadolžen za iskanje in krajo Jantarne sobe na nacističnem vlaku.

### Televizija
- Jantarna soba je bila predstavljena v 1. sezoni Expedition Unknown. Na podlagi nobenih trdnih dokazov, le na podlagi govoric o tem, kaj so nacisti storili z zakladom, je Josh Gates raziskal obe Nemčiji, vključno z bunkerji in rudnikom srebra iz 17. stoletja, v "iskanju" relikvije.
- Izmišljena glasbena skrinjica iz Jantarne sobe je MacGuffin, zapletena naprava v prvih dveh sezonah ameriške televizijske serije White Collar.

### Pisni
- Denny, Isabel (2007). The Fall of Hitler's Fortress City: the Battle for Königsberg, 1945. MBI Publishing. ISBN 978-1935149200.
- Khatri, Vikas (2012). World Famous Treasures Lost and Found. Pustak Mahal Publishing. ISBN 978-8122312744.
- Lucas, James (2000). Last Days of the Reich: The Collapse of Nazi Germany, May 1945. Cassell Publishing. ISBN 978-0304354481.
- Scott-Clark, Catherine; Levy, Adrian (2004). The Amber Room: The Untold Story of the Greatest Hoax of the Twentieth Century. Atlantic Books. ISBN 1-84354-340-0.{{navedi knjigo}}:  Vzdrževanje CS1: ref podvaja privzeto (povezava)
- Torney, Austin (2009). The Guide to the All-Embracing Realm of the Ultimate. Torney Publishing. ISBN 978-1448617272.
- Wermusch, Günter (1991). Die Bernsteinzimmer Saga: Spuren, Irrwege, Rätsel (v nemščini). Yale University. ISBN 978-3861530190.

### Online
- »A Brief History of the Amber Room«. Smithsonian Institution. 2014. Pridobljeno 19. februarja 2015.
- »Amber Room Hunt Makes Lake the Tsar Attraction«. Scotland on Sunday. 2006. Pridobljeno 19. februarja 2015.
- »Amber Room Remnants Found? — Discoveries Delight Russian Art Experts«. Seattle Times. 1997. Pridobljeno 19. februarja 2015.
- »Catherine Palace«. St. Petersburg. 2001. Pridobljeno 23. februarja 2015.
- »Erich Koch, Regarded as One of Cruelest of Hitler's SS Men, Dies in Prison at 90«. Los Angeles Times. 1986. Pridobljeno 19. februarja 2015.
- »Greed, Glory and a Tsar's Lost Treasure«. The Guardian. 2004. Pridobljeno 22. februarja 2015.
- »Mystery of the Amber Room Resurfaces«. ABC News. 2004. Pridobljeno 19. februarja 2015.
- »Red Army, Not the Nazis, Destroyed Tsar's Amber Room«. The Daily Telegraph. 2004. Pridobljeno 19. februarja 2015.
- »Resurrecting Königsberg: Russian City Looks to German Roots«. Der Spiegel. 2014. Pridobljeno 19. februarja 2015.
- »Restoration of the Amber Chamber is Coming to an End«. Pravda. 2007. Pridobljeno 26. junija 2007.
- »Russian Jeweller Recreates the Amber Room In His Workshop«. Russia Beyond the Headlines. 2013. Pridobljeno 19. februarja 2015.
- »Top 10 Famous Pieces of Art Stolen by the Nazis«. Toptenz. 2014. Pridobljeno 19. februarja 2015.
- »The Amber Room: History, Figures, Facts and Mysteries« (v ruščini). RIA Novosti. 2010. Pridobljeno 25. februarja 2015.
- »The Amber Room: Long Lost Treasure«. AskMen. 2004. Pridobljeno 19. februarja 2015.
- »The Amber Room«. About.com. 2014. Pridobljeno 19. februarja 2015.